# Hammond (Minnesota)
Hammond és una població dels Estats Units a l'estat de Minnesota. Segons el cens del 2000 tenia 198 habitants.

## Demografia
Segons el cens del 2000, Hammond tenia 198 habitants, 77 habitatges, i 52 famílies. La densitat de població era de 764,5 habitants per km².
Dels 77 habitatges en un 36,4% hi vivien nens de menys de 18 anys, en un 45,5% hi vivien parelles casades, en un 14,3% dones solteres, i en un 31,2% no eren unitats familiars. En el 19,5% dels habitatges hi vivien persones soles el 3,9% de les quals corresponia a persones de 65 anys o més que vivien soles. El nombre mitjà de persones vivint en cada habitatge era de 2,57 i el nombre mitjà de persones que vivien en cada família era de 2,92.
Per edats la població es repartia de la següent manera: un 26,8% tenia menys de 18 anys, un 5,6% entre 18 i 24, un 38,4% entre 25 i 44, un 22,2% de 45 a 60 i un 7,1% 65 anys o més.
L'edat mediana era de 35 anys. Per cada 100 dones de 18 o més anys hi havia 101,4 homes.
La renda mediana per habitatge era de 39.375 $ i la renda mediana per família de 38.750 $. Els homes tenien una renda mediana de 30.938 $ mentre que les dones 20.625 $. La renda per capita de la població era de 18.531 $. Entorn del 12,5% de les famílies i el 10,8% de la població estaven per davall del llindar de pobresa.

## Poblacions més properes
El següent diagrama mostra les poblacions més properes.